# قشلاق تومارصادق حاج حیدر
قشلاق تومارصادق حاج حیدر یک روستا در ایران است که در استان اردبیل واقع شده‌است.